# Jaltomata ventricosa
Jaltomata ventricosa là loài thực vật có hoa trong họ Cà. Loài này được (Baker) Mione mô tả khoa học đầu tiên năm 1993.